# NBA All-Star Game 1984
Le NBA All-Star Game 1984 s’est déroulé le 29 janvier 1984 dans la McNichols Sports Arena de Denver.

## Effectif All-Star de l’Est
- Julius Erving (76ers de Philadelphie)
- Larry Bird (Celtics de Boston)
- Sidney Moncrief (Bucks de Milwaukee)
- Kevin McHale (Celtics de Boston)
- Otis Birdsong (New Jersey Nets)
- Bernard King (Knicks de New York)
- Robert Parish (Celtics de Boston)
- Isiah Thomas (Pistons de Détroit)
- Kelly Tripucka (Pistons de Détroit)
- Jeff Ruland (Washington Bullets)
- Bill Laimbeer (Pistons de Détroit)
- Andrew Toney (76ers de Philadelphie)

## Effectif All-Star de l’Ouest
- Kareem Abdul-Jabbar (Lakers de Los Angeles)
- Magic Johnson (Lakers de Los Angeles)
- Adrian Dantley (Jazz de l'Utah)
- Walter Davis  (Suns de Phoenix)
- Ralph Sampson (Rockets de Houston)
- George Gervin (Spurs de San Antonio)
- Alex English (Nuggets de Denver)
- Jim Paxson (Trail Blazers de Portland)
- Jack Sikma (SuperSonics de Seattle)
- Mark Aguirre (Mavericks de Dallas)
- Rickey Green (Jazz de l'Utah)
- Kiki Vandeweghe (Nuggets de Denver)

## Concours
Vainqueur du concours de dunk : Larry Nance